# Gudrun Fiedler
Gudrun Fiedler (* 25. Oktober 1956 in Wolfsburg) ist eine deutsche Historikerin und Archivarin. Bis 2022 leitete sie das Staatsarchiv Stade bzw. die Abteilung Stade des Niedersächsischen Landesarchivs.

## Leben
Fiedler studierte Geschichte und Germanistik an den Universitäten Hannover und Braunschweig. 1985 wurde sie promoviert. 1985 bis 1989 war Fiedler wissenschaftliche Mitarbeiterin am Historischen Seminar der Technischen Universität Braunschweig (Forschungsprojekt: Ingenieursausbildung an der Technischen Hochschule Braunschweig, 1862–1914) und 1986–1989 stellvertretende Vorsitzende des Konzils der TU Braunschweig. 1989–1991 absolvierte sie das Archivreferendariat in Osnabrück und Marburg. Nach Stationen am Stadtarchiv Hildesheim, am Niedersächsischen Hauptstaatsarchiv Hannover (mit Teilabordnung an die Niedersächsische Staatskanzlei) und am Staatsarchiv Wolfenbüttel übernahm sie 2006 die Leitung des damaligen Staatsarchivs Stade. Fiedler übergab 2022 die Leitung der Abteilung Stade des Niedersächsischen Landesarchivs an Thomas Bardelle.
1996 wurde sie in die Historische Kommission für Niedersachsen und Bremen berufen und gehört seit 2017 dem Sachverständigenausschuss der Freien und Hansestadt Hamburg gemäß § 14 Abs. 2 Kulturgutschutzgesetz an. Seit 2009 ist sie stellvertretende Vorsitzende des Stader Geschichts- und Heimatvereins, ferner gehört sie dem wissenschaftlichen Beirat des Archivs der deutschen Jugendbewegung und der Fachkommission für die Förderung und Fortentwicklung der Gedenkstättenarbeit in Niedersachsen an. Sie beschäftigt sich mit regionaler Wirtschafts- und Sozialgeschichte des 18. bis 20. Jahrhunderts, niedersächsischer Verwaltungsgeschichte, der Geschichte der Jugendbewegung sowie Hochschul- und Technikgeschichte.

## Schriften (Auswahl)
Als Autorin
- Jugend im Krieg. Bürgerliche Jugendbewegung, Erster Weltkrieg und sozialer Wandel 1914–1923 (= Edition Archiv der deutschen Jugendbewegung. Band 6). Verlag Wissenschaft und Politik, Köln 1989, ISBN 3-8046-8730-X.
- Maria Aurora von Königsmarck (1662–1728) und Maria Antonia Pessina von Branconi (1746–1793). Zwei Mätressen, zwei Jahrhunderte, ein Vergleich. In: Rieke Buning, Beate-Christine Fiedler, Bettina Roggmann (Hrsg.): Maria Aurora von Königsmarck. Ein adeliges Frauenleben im Europa der Barockzeit. Böhlau Verlag, Köln/Wien 2015, S. 285–298, ISBN 978-3-412-21775-4.
- Landesgeschichte im Verbund. In: Archiv und Landesgeschichte. Festschrift für Christine van den Heuvel. Wallstein Verlag, Göttingen 2018, ISBN 978-3-8353-3374-1, S. 213–227.
- Vom „Heimatschutz“ zur regionalen Verortung in Zeiten der Globalisierung. In: Rotenburger Schriften, Band 100 (2020), S. 30–36.

Als Herausgeberin
- mit Hans-Ulrich Ludewig: Zwangsarbeit und Kriegswirtschaft im Lande Braunschweig: 1939–1945. Hrsg.: Braunschweigischer Geschichtsverein. Appelhans Verlag, Braunschweig 2003, ISBN 3-930292-78-5.
- mit Susanne Rappe-Weber, Detlef Siegfried: Sammeln – erschließen – vernetzen. Jugendkultur und soziale Bewegungen im Archiv. Vandenhoeck & Ruprecht, Göttingen 2014, ISBN 978-3-8470-0340-3.
- mit Sabine Graf, Michael Hermann (Hrsg.): 75 Jahre Niedersachsen. Einblicke in seine Geschichte anhand von 75 Dokumenten, Göttingen 2021, ISBN 978-3-8353-3873-9.
- Stader Jahrbuch. Hrsg. im Auftrag des Stader Geschichts- und Heimatvereins (seit 2006). Selbstverlag des Stader Geschichts- und Heimatvereins. Stade 1947 ff. ISSN 0930-8946.